# 46 Héstia
Héstia (asteroide 46) é um asteroide da cintura principal com um diâmetro de 124,14 quilómetros, a 2,09053752 UA. Possui uma excentricidade de 0,17219593 e um período orbital de 1 465,83 dias (4,01 anos).
Héstia tem uma velocidade orbital média de 18,74250089 km/s e uma inclinação de 2,3424006º.
Este asteroide foi descoberto em 16 de agosto de 1857 por Norman Pogson. Seu nome vem da personagem mitológica grega Héstia.